# Moto 360
Moto 360は、モトローラ・モビリティによって開発されたAndroid Wear搭載のスマートウォッチである。2014年3月18日のAndroid Wear公開とともに発表され、同年9月5日に米国で発売された。LG G Watch、Samsung Gear Liveについで、3番目に発売されたAndroid Wear搭載機器となる。

## ハードウェアとデザイン
Moto 360は、古くから一般的である文字盤が円型の腕時計のデザインに基いて設計されている。Android Wear搭載機としては初の円形ディスプレイを採用している。ただし、真円ではなく下部が少し欠けている。これは、ディスプレイ駆動部と環境光センサーが内蔵されているためである。ディスプレイには静電容量式タッチパネルが搭載されている。本体ケースはステンレス製で、ライトとダークの2色カラーバリエーションが展開されている。ベルト（バンド）は幅22mmの革製となっており、ブラック、グレー、ストーン（岩石模様）の3種類が用意される。
センサーとして、9軸センサー（ジャイロ、加速度、コンパス）と、心拍センサーを搭載。充電はワイヤレス充電のQiに対応しており、専用の充電機器も付属している。

## ソフトウェア
Moto 360のオペレーティングシステムは、GoogleのAndroid Wearである。Android 4.3以降の端末とBluetoothでペアリングして、端末で受け取った通知をAndroid Wear側で操作できる。またいくつかのAndroid Wear専用アプリをサポートしている。